# Nekromancija
Nekromancija (grč. νεκρομαντία), oblik magije pri kojem praktičar zaziva duše mrtvaca radi proricanja.
Od razdoblja renesanse nekromancija je ozloglašena kao oblik crne magije, pripisujući joj kao glavni cilj prizivanje demona. Odatle je nastao izraz nigromancija u značenju crna magija. U starijoj hrvatskoj književnosti riječ negromant označavala je čarobnjaka općenito.
Iz nekromantske prakse razvio se tijekom 19. stoljeća moderni spiritizam.

## Povijest

### Stari vijek
Nekromancija je bila poznata mnogim narodima u antici; od Perzije i Babilona do Egipta. Vještina prizivanja mrtvih spominje se i u grčko-rimskom vremenu.
Najstariji literarni zapis o nekromanciji nalazi se u grčkom epu Odiseja, u dijelu u kojem Odisej odlazi u Had i priziva duše umrlih na način kako mu je objasnila Kirka.
Postoji i više spomena o nekromanciji u Bibliji. Jedan od takvih spomena je i starozavjetna priča o židovskom kralju Šaulu koji odlazi kod vještice iz Endora da mu pomogne prizvati duh preminulog Samuela (1 Sam 28-28,25). Nadalje, u Ponovljenom zakonu (Pnz 18,9-12) navodi se zabrana vračanja i nekromancije:
| » | Kad dođeš u zemlju koju će ti dati Gospodin, Bog tvoj, ne uči se činiti gnusobe onih naroda! Neka se ne nađe kod tebe nitko koji bi pustio da njegov sin ili kći idu kroz oganj; nitko koji bi vračao, ni koji bi gatao, ni koji bi čarao ili bajao, nitko koji bi gonio duhove; nitko koji bi pitao duha mrtvaca ili vračarskog duha ili se obraćao mrtvima! Jer se gadi Gospodinu tko se god tim bavi. Zbog tih gnusnosti protjerat će ih ispred tebe Gospodin, Bog tvoj. | « |
|   | |   |

Grčki geograf Strabon (63. pr. Kr.-19.pos.Kr.) zapisao je da je nekromancija kod Perzijanaca jedan od zastupljenijih vidova proricanja. Istovjetni običaji zabilježeni su i kod Kaldejaca, Babilonaca i Etruščana. U Grčkoj i Rimu evokacije mrtvih odvijale su se u pećinama, te u blizini vulkana, rijeka i jezera.
Prema grčkom povjesničaru Herodotu (490. – 430. pr. Kr.), korintski tiranin Perijandar zatražio je od proročišta na rijeci Akeron da mu prizovu preminulu suprugu Melisu i pitaju je gdje je stavila polog jedne osobe.
I kod Rimljana nailazimo na spomen nekromancije, primjerice kod pjesnika Horacija (65. – 8. pr. Kr.) ili kod znamenitog govornika Cicerona (106. – 43. pr. Kr.) koji je zapisao da je njegov prijatelj Apije prakticirao nekromanciju. Slične interese imali su, prema tvrdnjama rimskih povjesničara i neki rimski carevi, poput Nerona (37. – 68.) i Karakale (188. – 217.).

### Srednji vijek
Kršćanski oci u prvim stoljećima kršćanstva ukazuju na raširenost nekromancije kod poganskih naroda i zalažu se protiv takve prakse. S vremenom se pojam nekromancija sve više poistovječuje s ostalim praksama vještičarstva i crne magije, pa se primjerice, Tertulijan protivio toj praksi tvrdeći da se prizivačima umjesto duša umrlih zapravo prikazuju demoni koji ih žele obmaniti.
Premda je nekromancija etiketirana i združena s "crnim umijećem" zajedno s alkemijom, magijom i vještičarstvom, ipak je donekle preživjela kao oblik proricanja tijekom srednjeg vijeka. Nekromancija je tada bila shvaćana kao oblik crne magije. Provodila se izvršavajući strogo određene pripreme i rituale, a prema tradicionalnom vjerovanju, veza s onostranim uspostavljala se uz pomoć demona kojeg bi nekromant prizvao. Obred je uključivao pronalazak prikladnog mjesta za izvođenje radnje, poput pećine, središta guste šume, samotnog cestovnog raskrižja ili ruševina dvoraca, opatija i samostana ili na grobljima.

### Renesansa
Pojavom renesanse i revitalizacijom novoplatonističke filozofije, oživljavaju svi oblici okultne prakse, tako i nekromancija. Čuveni renesansni okultist Cornelius Agrippa (1486. – 1535.) je u svojoj knjizi De occulta philosophia opisivao magične obrede potrebne za prizivanje duša umrlih.

### Suvremeno doba
Od 19. stoljeća oblikuje se suvremeni vid nekromancije, spiritizam, vještina prizivanja umrlih osoba uz pomoć duhovnih medija.
Jedan od najpoznatijih tradicionalnih pokušaja evokacije mrtvih, zabilježio je francuski okultist Eliphas Lévi u svojoj knjizi Dogma i Ritual Visoke Magije iz 1856. godine. Događaj se zbio za vrijeme Lévijeva boravka u Londonu u ljeto 1854. godine. Na zamolbu neke engleske dame, Lévi je izveo obred nekromancije i, prema njegovom uvjerenju, prizvao duh Apolonija iz Tijane.